# Игера де ла Сиера
Игера де ла Сиера (на испански: Higuera de la Sierra) е населено място и община в Испания. Намира се в провинция Уелва, в състава на автономната област Андалусия. Общината влиза в състава на района (комарка) Сиера де Уелва. Заема площ от 24 km². Населението му е 1409 души (по преброяване от 2010 г.).

## Демография
| 1996 | 1998 | 1999 | 2000 | 2001 | 2002 | 2003 | 2004 | 2005 | 2006 |
| ---- | ---- | ---- | ---- | ---- | ---- | ---- | ---- | ---- | ---- |
| 1291 | 1271 | 1260 | 1258 | 1269 | 1262 | 1311 | 1344 | 1348 | 1361 |